# Chiloglanis polyodon
Chiloglanis polyodon is een straalvinnige vissensoort uit de familie van de baardmeervallen (Mochokidae). De wetenschappelijke naam van de soort is voor het eerst geldig gepubliceerd in 1932 door Norman.